# Вертячка каспійська
Вертячка каспі́йська (Gyrinus caspius) — вид жуків родини вертячок (Gyrinidae).

## Поширення
Вид поширений в Європі, Марокко, на Кавказі, в Малій Азії, Сирії, Ізраїлі, Іраку, Ірані та Туркменістані.

## Опис
Довжина тіла від 4,9 до 7,4 мм. Тіло сильно витягнуте в обрисах. Переднеспинка має широкий край і борозенку в лобовій борозенці, паралельній її передньому краю. Надкрила з чіткими точками, але не надто глибокими, мікроскульптура з проколами першого порядку, верхня частина прямого зрізу з чітким зовнішнім кутом. Вигини переднеспинки й покривів, середостіння й анальний стерніт завжди іржаво-жовті. Дугоподібний анальний стерніт.

## Спосіб життя
Галофільний жук, мешкає в повільно поточних водах і невеликих водоймах уздовж узбережжя. Всередині континенту зустрічається лише у виняткових випадках.